# Luigi Marras (politico)
Luigi Marras (Bonorva, 17 aprile 1922 – Sassari, 25 gennaio 2015) è stato un politico italiano.